# Grote jaar
Het Grote jaar is een kosmologisch begrip uit de klassieke oudheid en verwijst naar de vermeende ondergang van de wereld zodra de zeven klassieke planeten op één lijn zouden staan, zoals ze ook waren begonnen in het begin van de tijd. Een typische en betrekkelijk volledige beschrijving werd gegeven in Seneca (Natuurvraagstukken, III, 28, 7-29 2), die uit de Babyloniaca van de astronoom Berossus citeerde. Die had twee momenten voor de wereldondergang bepaald. Zodra alle planeten zich zouden hebben verzameld in het sterrenbeeld Kreeft, dan zou de wereld opgaan in een grote brand (conflagratie). Zodra alle planeten zich echter zouden hebben verzameld in het sterrenbeeld Steenbok, dan kwam er een grote vloed. De precieze lengte van deze grote periode was volgens Cicero (De natura deorum, II, 20 (52)) in de klassieke oudheid niet zeker.
De oorsprong van het idee van een astronomisch of kosmisch Groot jaar ontstond wellicht op grond van Plato's Timaeus (4e eeuw v.Chr.). Vòòr Plato bestond weinig astronomische kennis en was het aantal waarneembare planeten (Maan, Zon, Mercurius, Venus, Mars, Jupiter, Saturnus) nog niet vastgesteld. De eerdere presocraat Philolaus sprak ook wel van een 'groot jaar', maar hiermee bedoelde hij waarschijnlijk niets anders dan een cyclus van zonnejaren die nodig is voordat die cyclus weer gelijkloopt met de cyclus van de maanmaanden.
In de Timaeus spreekt Timaeus van een planetaire cyclus als een Compleet jaar (39C-E). Verderop spreekt Critias van de vloed ten tijde van Deucalion en van de verbrande aarde doordat Phaëton de zonnewagen van Helios (de zon) verkeerd bestuurde. Phaëton werd geïnterpreteerd als een voormalige planeet of als een komeet. Na het voltooien van de cyclus begonnen de planeten mogelijk in tegengestelde richting opnieuw te draaien. Grote rampspoed kon opnieuw plaatsvinden (22C-D). Deze noties gaan vermoedelijk terug op pythagoreïsche bronnen.
De notie kwam vervolgens voor in Macrobius' Commentaar op de Droom van Scipio (II, 11, 2), Diodorus Siculus' Bibliotheca (II, 47, 6), Plinius' Natuurgeschiedenis (II, 6, 40), Marcus Manilius' Astronomica (II, 287-8), Censorinus' De Die Natali (18), Heraclitus' Homerische allegorieën (53, 3-4).